# 王晓林
王晓林（1963年10月—），重庆市人，中国共产党及中华人民共和国官员，国家能源局党组成员、副局长。

## 经历
1983年7月参加工作，1989年11月加入中国共产党，大学本科学历，高级工程师。1983年7月，任北京矿务局杨坨矿技术科技术员、助理工程师。1989年4月，任华能精煤有限责任公司计划部工程师。1991年8月，任华能精煤有限责任公司计划部副经理。1992年5月，任华能精煤有限责任公司生产部副经理。
1995年10月，任神华集团有限责任公司生产部副经理。1996年4月，任神华集团有限责任公司计划部副经理。1999年7月，任神华集团有限责任公司计划部经理。其间，2001年3月到2002年1月在中央党校一年制中青年干部培训班学习，2002年8月到2004年2月挂职担任神华黄骅港务有限责任公司总经理、副董事长、党委副书记。2004年2月，任神华集团有限责任公司总经理助理兼总调度室主任。2004年11月，任神华集团有限责任公司总经理助理。2005年11月，任神华集团有限责任公司董事会秘书。
2006年8月，任神华集团有限责任公司副总经理，董事会秘书。2010年4月，任神华集团有限责任公司副总经理、党组成员，董事会秘书。2011年5月，任神华集团有限责任公司副总经理、党组成员，董事会秘书，中国神华能源股份有限公司高级副总裁（兼）。2014年8月，任神华集团有限责任公司副总经理、党组成员，董事会秘书，中国神华能源股份有限公司执行董事、高级副总裁（兼）。
2015年8月，任国家能源局副局长、党组成员。分管综合司、煤炭司、人事司、直属机关党委、直属机关纪委，信息中心、机关服务中心，中电传媒，负责政务公开工作，在国家能源局4位副局长中排名第一。2018年1月11日，国家能源局网站发布消息称，1月2日至5日他赴湖南、江西、湖北三省调研煤炭去产能、保供应情况，这是他接受审查前最后一次公开露面。

## 落马
2018年1月23日，据中央纪委监察部网站消息，国家能源局党组成员、副局长王晓林涉嫌严重违纪，目前正接受组织审查。在他之前，神华集团和国家能源局均有官员落马。其中神华集团已落马高管有神华集团原副总经理郝贵，神华能源公司原副总裁华泽桥，神华集团原总经理助理、神华宁夏煤业集团原董事长张文江，神华宁夏煤业集团党委原副书记、纪委书记甄久春，神华宁夏煤业集团安全监察局原党委书记、副局长牛进忠，神华宁夏煤业集团安全监察局原主任师刘宝龙。神华集团此前已落马的最高级别高管是原董事长张喜武，中央纪委网站2017年6月披露，国务院国资委原党委副书记、副主任张喜武因严重违纪受到撤销党内职务、行政撤职处分，降为正局级非领导职务。王晓林长期担任张喜武的下属，在神华集团王是副总经理、张是董事长，在二人兼职的中国神华能源股份公司中王是高级副总裁（后升至执行董事）、张是董事长。
2018年4月26日，据中央纪委国家监委网站消息，王晓林因严重违纪违法，被开除党籍和公职。经查，王晓林“严重违反政治纪律和政治规矩，违规打探巡视信息；违反中央八项规定精神，长期违规打高尔夫球，违规接受宴请，甘于被“围猎”；违反组织纪律，在干部选拔任用中为他人谋取利益并收受财物，不按规定报告个人有关事项；违反廉洁纪律，收受礼品、礼金；违反工作纪律，违规干预和插手司法活动；违反生活纪律。利用职务上的便利为他人和相关企业谋取利益并收受巨额财物涉嫌受贿犯罪”。依据《中国共产党纪律处分条例》等有关规定，经中央纪委常委会会议研究并报中共中央批准，决定给予王晓林开除党籍处分；由国家监委给予其开除公职处分；收缴其违纪所得；将其涉嫌犯罪问题、线索及所涉款物移送有关国家机关依法处理。
2018年7月24日被最高人民检察院依法决定逮捕。2018年9月20日被最高人民检察院提起公诉。